# Gran història
La gran història és una disciplina que busca situar la història humana en el context de la història del cosmos i la resta dels éssers vius, alhora que examina les tendències de llarg recorregut de la societat. Utilitza un enfocament interdisciplinari i ha emergit com a camp d'estudi especialitzat en grups de recerca, divulgadors i cursos monogràfics. Les seves arrels poden rastrejar-se des de l'afany universalista de l'humanisme renaixentista fins al corrent anomenat de llarga durada de la historiografia francesa. Els seus detractors asseguren que es perd l'especificitat del mètode històric, ja que la humanitat passa a ser un apèndix final reduït dins el temps global.